# Хорст Бингел (награда)
Литературната награда „Хорст Бингел“ (на немски: Horst Bingel-Preis für Literatur) се присъжда от 2014 г. на всеки две години от Фондация Хорст Бингел и Съюза на писателите от провинция Хесен.
Наградата е учредена в памет на писателя Хорст Бингел и е на стойност 8000 €.

## Носители на наградата
- 2014: Надя Кюхенмайстер
- 2016: Гила Лустигер
- 2018: Улрике Алмут Зандиг[1]